# マクリントック (映画)
『マクリントック』（原題:McLintock!）は、アメリカの西部劇映画。かつての邦題は『大西部の男』。ウィリアム・シェイクスピアの戯曲『じゃじゃ馬ならし』を基にしたコメディ映画でもある。

## あらすじ
西部の大地主マクリントックの家に、2年前に離婚した元妻キャサリンが戻ってくる。勝気なキャサリンは夫だけでなく、彼が雇い入れたばかりのルイーズとデヴリンのウォレン母子といった周囲の人々までをも振り回す。

## キャスト
| 役名                 | 俳優                   | 日本語吹替 | 日本語吹替 |
| 役名                 | 俳優                   | NET版      | TBS版      |
| -------------------- | ---------------------- | ---------- | ---------- |
| マクリントック       | ジョン・ウェイン       | 小林昭二   | 小林昭二   |
| キャサリン           | モーリン・オハラ       | 来宮良子   | 里見京子   |
| デヴリン             | パトリック・ウェイン   | 中田浩二   | 山田俊司   |
| ジェイク             | ジャック・クルーシェン | 富田耕生   |            |
| ドラゴ               | チル・ウィルス         | 早野寿郎   |            |
| ベッキー             | ステファニー・パワーズ | 武藤礼子   | 吉田理保子 |
| ルイーズ             | イヴォンヌ・デ・カーロ | 富永美沙子 | 翠準子     |
| カスバート知事       | ロバート・ロウリー     |            |            |
| ベン・セイジ・シニア | ブルース・キャボット   |            |            |
| カーリー             | ハンク・ウォーデン     |            |            |

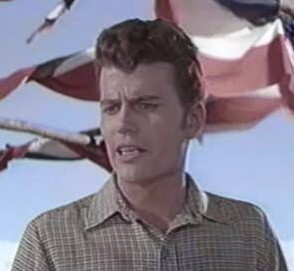
デヴリン役のパトリック・ウェインはジョン・ウェインの息子である。

- NET版：初回放送1968年11月10日『日曜洋画劇場』
- TBS版：初回放送1972年6月5日『月曜ロードショー』

## 制作
アンドリュー・V・マクラグレンは低予算の長編映画やテレビ番組の監督の経験が豊富なことから、本作の監督に起用された。
プロデュースはウェインの息子であるマイケルが務め、マイケルの弟であるパトリックもメインキャラクターの一人であるデヴリンの役で登場した。
撮影はアリゾナ州ツーソンにあるオールド・ツーソン・スタジオと、アリゾナ州パタゴニア南部のサン・ラファエル自然公園にあるサン・ラファエル・ランチ・ハウス、ならびにノゲールズにて実施された。

## パブリックドメイン
本作は、ジョン・ウェイン率いるバットジャック・プロダクションがユナイテッド・アーティスツのために制作したものであり、映画化権はウェインの側にある。
1994年に版権継承手続きの不備が判明しパブリックドメインとなるが、本作内の楽曲の楽譜の著作権は有効である。